# 吐力根河

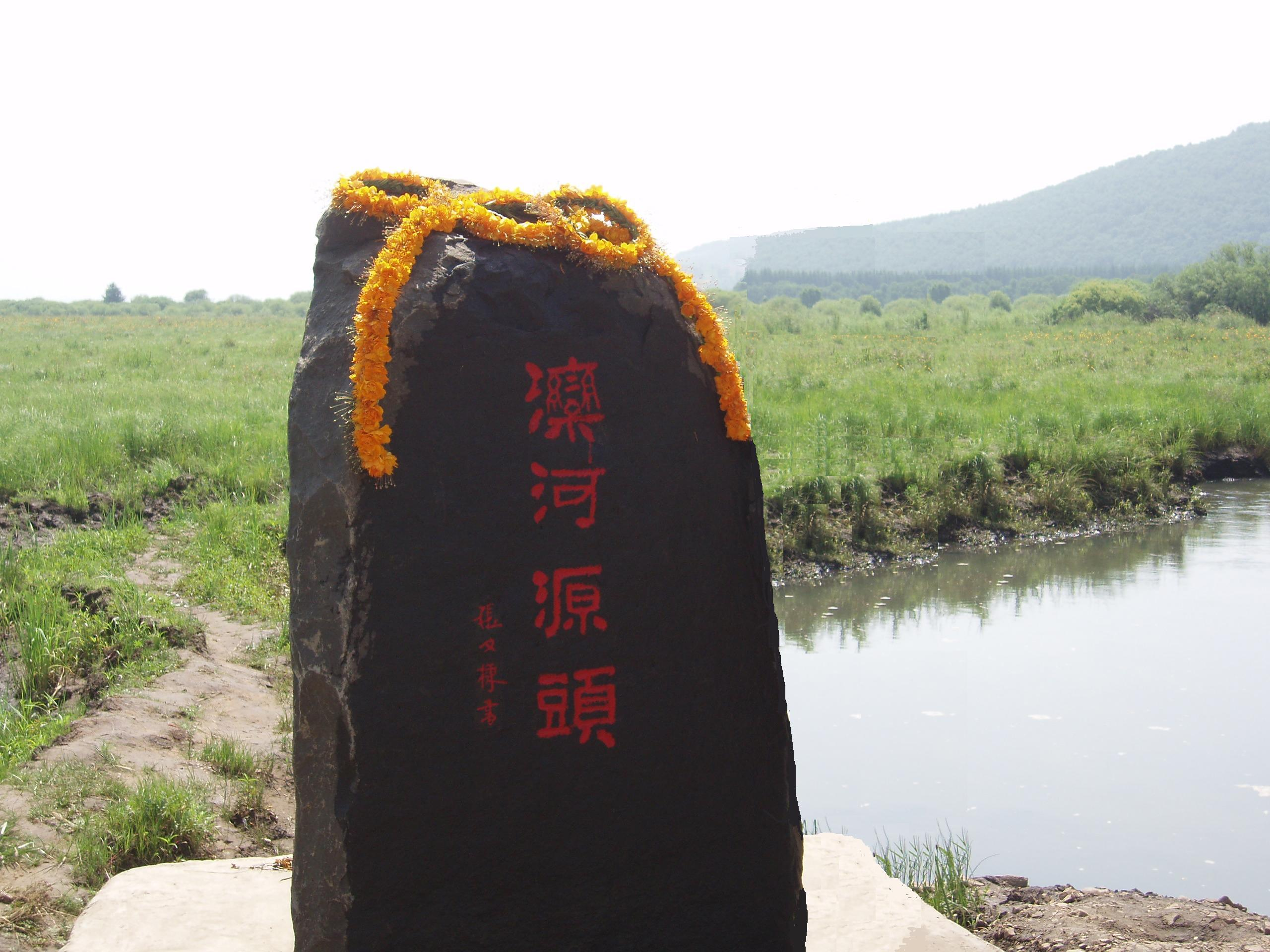
吐力根河畔塞罕坝森林公园内的“滦河源头”石碑

吐力根河，也称图鲁根河，位于中华人民共和国华北地区北部，是滦河源流之一。发源于内蒙古自治区克什克腾旗南部老鸹店以北的鸡毛林山顶，东南流至四道沟转西南流，成为内蒙古和河北省之间的界河，右岸为乌兰布统坝上草原，左岸为河北省塞罕坝机械林场，于内蒙古多伦县蔡木山乡青龙背村东北流入多伦县境，继续西南流至滦源镇大河口村东南注入大河口水库库区。河长316千米，流域面积816平方千米。